# Siła elektromotoryczna
Siła elektromotoryczna (SEM) – czynnik powodujący przepływ prądu w obwodzie elektrycznym równy energii elektrycznej uzyskanej przez jednostkowy ładunek przemieszczany w urządzeniu (źródle) prądu elektrycznego w stronę przeciwną do siły pola elektrycznego działającego na ten ładunek.
Siła elektromotoryczna jest najważniejszym parametrem charakteryzującym źródła energii elektrycznej zwane też źródłami siły elektromotorycznej, są nimi prądnice (prądu stałego i przemiennego), baterie, termopary, fotoogniwa.

## Historia
SEM nie jest siłą w sensie normalnej, fizycznej definicji tego słowa, a nazwa ta jest swoistą pozostałością historyczną. Nazwę siła elektromotoryczna przypisuje się Alessandrowi Volcie (1745–1827), który wynalazł ogniwo Volty. Słowo siła pierwotnie odnosiła się do czynnika rozdzielającego ładunki ujemne i dodatnie. Historycznie używano także nazwy Moc elektromotoryczna.

## Definicja
Źródło siły elektromotorycznej przenosi ładunek elektryczny wbrew siłom pola elektrycznego. Siły przenoszące ładunek są nazywane siłami postronnymi. Siły postronne, przenosząc ładunek, wykonują pracę nad ładunkiem.
Siła elektromotoryczna źródła jest zdefiniowana jako iloraz pracy wykonanej przez źródło do wartości przenoszonego ładunku
{\displaystyle {\mathcal {E}}={\frac {W}{q}},}
gdzie:
{\displaystyle {\mathcal {E}}} – siła elektromotoryczna,
{\displaystyle W} – praca,
{\displaystyle q} – przepływający ładunek.
Jednostką siły elektromotorycznej jest wolt (dżul na kulomb)
{\displaystyle \mathrm {1\,V={\frac {1\,J}{1\,C}}={\frac {1\,W}{1\,A}}={\frac {1\,kg\cdot m^{2}}{1\,A\cdot s^{3}}}} .}

## Najważniejsze zależności
Siła elektromotoryczna w obwodzie z prądem jest równa stosunkowi mocy elektrycznej wydzielanej w obwodzie do natężenia prądu.
{\displaystyle {\mathcal {E}}={\frac {W}{q}}={\frac {\frac {W}{t}}{\frac {q}{t}}}={\frac {P}{I}},}
gdzie:
{\displaystyle P} – moc wydzielona w obwodzie,
{\displaystyle I} – natężenie prądu elektrycznego.

## Przemiany energii w obwodzie elektrycznym
Z punktu widzenia elektryczności, wykonana praca nad nośnikiem ładunku, zamienia się na energię elektryczną, którą uzyskuje ładunek. Uzyskiwanie energii odbywa się w wyniku przesuwania ładunku przeciwko siłom pola elektrycznego. Wykonywanie pracy przez źródło odbywa się kosztem innej energii (np. energii chemicznej). Energia elektryczna nośników prądu zamienia się w odbiornikach na inne rodzaje energii. Z punktu widzenia energii, proces zachodzący w źródle napięcia można wyrazić:
{\displaystyle E_{f}{\xrightarrow {W}}E_{e}{\xrightarrow {W}}E_{g},}
{\displaystyle -\Delta E_{f}=W=\Delta E_{e}=\Delta E_{g}.}
W związku z opisanymi wyżej przemianami energii w obwodzie prądu elektrycznego, siła elektromotoryczna jest równa:
{\displaystyle {\mathcal {E}}={\frac {W}{q}}=-{\frac {\Delta E_{f}}{q}}={\frac {\Delta E_{e}}{q}}={\frac {\Delta E_{g}}{q}},}
gdzie:
{\displaystyle E_{f}} – energia zewnętrzna, zamieniana na energię elektryczną,
{\displaystyle W} – praca wykonywana przez źródło nad przeniesieniem ładunku,
{\displaystyle E_{e}} – energia elektryczna, jaką uzyskuje ładunek w źródle i jaką oddaje w obwodzie,
{\displaystyle E_{g}} – energie, wykonane prace uzyskane z obwodów elektrycznych.

## SEM a praca
Siła elektromotoryczna liczbowo jest równa pracy wykonanej przez zewnętrzne źródło energii, potrzebnej na jednokrotny obieg obwodu przez jednostkowy ładunek elektryczny.
Elementarną pracę wykonaną przez siłę wyraża wzór:
{\displaystyle dW=\mathbf {F} \cdot \operatorname {d} \mathbf {l} .}
Jeśli wektor pola F jest siłą działającą na ładunek jednostkowy nośnika ładunku, SEM w obwodzie C wynosi:
{\displaystyle {\mathcal {E}}=W=\oint _{C}\mathbf {F} \cdot \operatorname {d} \mathbf {l} .}

## SEM ogniwa a napięcie
Ładunek przenoszony w źródle przemieszcza się między punktami których różnica potencjałów (napięcie) jest równa sile elektromotorycznej. Napięcie na zaciskach źródła prądu zazwyczaj różni się od siły elektromotorycznej źródła, spowodowane jest to występowaniem w źródle oporu elektrycznego, zwanego oporem wewnętrznym źródła, polaryzacji elektrod i innych zjawisk. Występowanie tych zjawisk w źródle opisuje się równaniem:
{\displaystyle U={\mathcal {E}}-IR_{W},}
gdzie:
{\displaystyle U} – napięcie na zaciskach źródła,
{\displaystyle R_{W}} – opór wewnętrzny źródła,
{\displaystyle I} – natężenie prądu elektrycznego.
Siła elektromotoryczna równa się napięciu (różnicy potencjałów) na zaciskach źródła prądu, gdy obwód jest otwarty (prąd nie płynie);
Jeśli zewnętrzny obwód nie jest podłączony do SEM, prąd elektryczny nie płynie przez źródło. W takim przypadku pomiędzy zaciskami źródła pojawia się pole elektryczne, które dokładnie znosi działanie SEM i ładunki elektryczne w źródle nie są przenoszone. Wówczas różnica potencjałów pomiędzy zaciskami jest równa SEM.
Źródłem tego pola są ładunki elektryczne rozdzielone przez proces wywołujący SEM. Na przykład reakcja chemiczna w ogniwie chemicznym zachodzi tylko, gdy pole elektryczne pomiędzy rozdzielonymi ładunkami jest niewystarczające, by zatrzymać reakcję.

## Pomiar SEM
Energia elektryczna uzyskana przez jednostkowy ładunek przemieszczany przez SEM w źródle prądu w kierunku przeciwnym do sił pola elektrycznego równa jest różnicy potencjałów na końcówkach otwartego źródła prądu. Pomiar tej różnicy (napięcia) wymaga metody lub układu niepobierającego prądu z mierzonego obwodu. Mierzona różnica potencjałów ma polaryzację przeciwną do kierunku działania SEM. W przypadku układów, w których wielkość siły elektromotorycznej zależy od natężenia płynącego prądu (np. niektóre rodzaje prądnic), bezpośredni pomiar SEM nie jest możliwy i wymaga pomiarów pośrednich i obliczeń.

## Siła elektromotoryczna indukcji
Indukcja elektromagnetyczna zachodząca w wyniku zmian pola magnetycznego objętego przewodnikiem przekształca energię mechaniczną w elektryczną. Zmiana pola magnetycznego może wynikać z ruchu przewodnika lub źródła pola magnetycznego, a wygenerowana w ten sposób SEM nazywana jest siłą elektromotoryczną rotacji. SEM wytworzona przez nieruchome przewodniki w wyniku zmian indukcji magnetycznej wywołanych zazwyczaj zmianą natężenia prądu jest nazywana siłą elektromotoryczną transformacji.
Z prawa Faradaya wynika wzór:
{\displaystyle {\mathcal {E}}=-{\frac {\operatorname {d} \Phi _{B}}{\operatorname {d} t}}.}
Szczególnym przypadkiem indukcji elektromagnetycznej jest samoindukcja, która powoduje powstanie siły elektromotorycznej w obwodzie w wyniku zmian natężenia prądu w nim płynącego. Powstającą SEM wyraża wzór:
{\displaystyle {\mathcal {E}}=-L{\frac {\operatorname {d} I}{\operatorname {d} t}},}
gdzie:
{\displaystyle \Phi _{B}} – strumień indukcji magnetycznej,
{\displaystyle t} – czas,
{\displaystyle I} – natężenie prądu,
{\displaystyle L} – indukcyjność obwodu magnetycznego.

## Procesy wywołujące SEM
Niektóre procesy, w których powstaje siła elektromotoryczna:
- efekt Halla,
- indukcja elektromagnetyczna,
- mechaniczne przenoszenie ładunków elektrycznych,
- przenoszenie ładunku np. maszyną elektrostatyczną (generator Van de Graaffa),
- reakcje chemiczne,
- zjawisko fotoelektryczne,
- zjawisko piezoelektryczne,
- zjawisko piroelektryczne,
- zjawisko Seebecka.